# Mauricie

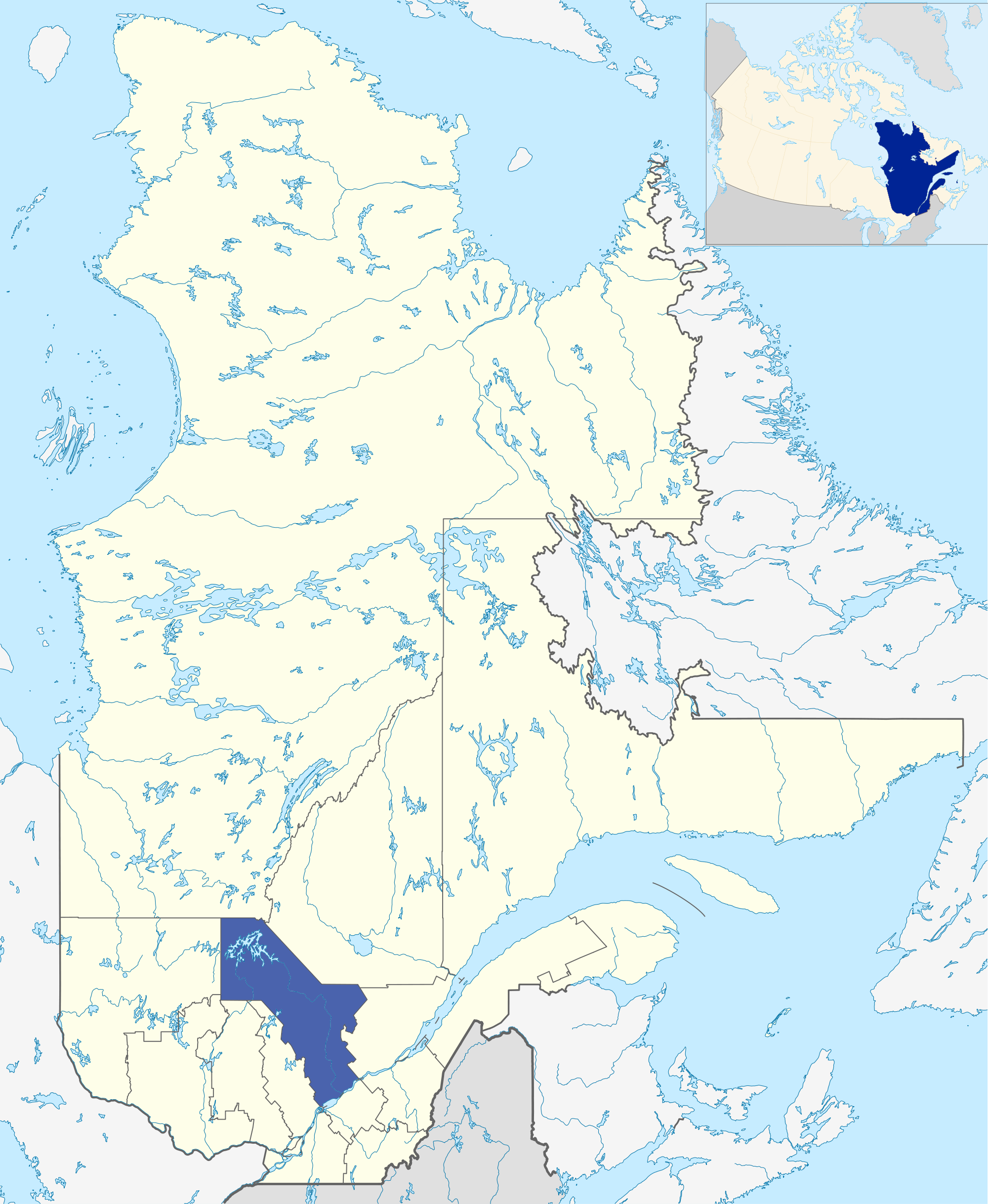
Localização da região administrativa de Mauricie no Quebec.

O Mauricie é uma região administrativa da província canadense do Quebec. A região possui 35 452 km², 259 424 habitantes e uma densidade demográfica de 7,3 hab./km². Está dividida em 3 regionalidades municipais e em 47 municípios.

## Subdivisões

### Regionalidades municipais
- Les Chenaux
- Maskinongé
- Mékinac

### Cidades independentes
- La Tuque
- Shawinigan
- Trois-Rivières

### Municípios independentes
- La Bostonnais
- Lac-Édouard

### Reservas indígenas
- Coucoucache
- Obedjiwan
- Wemotaci